# Campylocera chelyonothus
Campylocera chelyonothus är en tvåvingeart som först beskrevs av Camillo Rondani 1875.  Campylocera chelyonothus ingår i släktet Campylocera och familjen Pyrgotidae.
Artens utbredningsområde är Sarawak. Inga underarter finns listade i Catalogue of Life.